# The Ultimate Urban Collection
The Ultimate Urban Collection es el álbum recopilatorio de Héctor & Tito. El disco ofrece las mejores canciones del dúo, reúne 14 sencillos de sus portazos, ritmos rápidos y rap en español. Es el último disco en colectivo del dúo después del Season Finale, se publicó el 22 de mayo de 2007, después de que se separaran en 2005.

## Lista de canciones
1. «Caminaré Por El Mundo» (feat. Grupo Manía)
2. «Qué Será» (feat. La Secta)
3. «Gata Celosa» (feat. Magnate & Valentino)
4. «Pégate»
5. «Noche De Loba» (feat. Víctor Manuelle)
6. «Gata Salvaje» (feat. Daddy Yankee & Nicky Jam)
7. «Dale Latigazo» (feat. Daddy Yankee & Nicky Jam)
8. «En Una Disco»
9. «Después Que Cae La Lluvia» (feat. Domingo Quiñones)
10. «Te Estás Calentando» (feat. Don Omar)
11. «Ay Amor» (feat. Víctor Manuelle)
12. «Morena» / «Baila Morena» (feat. Glory & Don Omar)
13. «Déjala» (feat. Don Omar)
14. «Amor De Colegio» (feat. Don Omar)
15. «Gata Salvaje» (feat. Daddy Yankee & Nicky Jam) (Remix)
16. «Morena» (feat. Glory & Don Omar) (Remix)